# Феттерлейн, Карл Фёдорович
Карл Фёдорович Феттерлейн (нем. Carl Vetterlein; 1836, Рига — 1902, Гапсаль) — российский педагог и библиограф

.

## Биография
Родился 11 (23) ноября 1836 года (в некрологе был указан год рождения — 1828) в семье прусского актера, принявшего российское подданство. С 1855 до 1857 годы учился в Дерптском университете, но не окончил его. Выдержал в Санкт-Петербургском университете 2 октября 1858 года испытания на звание домашнего учителя немецкого языка, а через день после этого, прочитав пробную лекцию в Главном штабе по военно-учебным заведениям, получил право преподавать немецкий язык и словесность в военно-учебных заведениях. С ноября 1859 по 1878 год преподавал в 1-й военной гимназии, сначала репетитором, а с 1862 года — преподавателем; также некоторое время преподавал в Павловском училище и в Военно-юридической академии (с 1880).
Одновременно, 18 ноября 1859 года он был принят внештатным сотрудником в отделение отделение иностранных книг о России Публичной библиотеки, название которого — «Россика» именно им и было впервые употреблено. В 1861 году на Феттерлейна было возложено заведование отделением, но в штат он был зачислен только 1 октября 1864 года — исправляющим должность младшего помощника библиотекаря; 20 марта 1867 года утверждён в этой должности; с 1 ноября 1869 года — библиотекарь. В 1899 году К. Ф. Феттерлейн стал помощником директора библиотеки Н. К. Шильдера, после смерти которого в апреле 1902 года некоторое время исполнял обязанности директора — до своей смерти 16 июня того же года.
Главным его трудом стал каталог фонда «Россика», включающий около 30 тысяч названий («Catalogue de la Section des Russica, ou Ecrits sur la Russie en langues entrangeres»). Он также составил «Каталог книг о России на разных славянских наречиях, имеющихся в Имп. Публичной библиотеке» (СПб., 1867) и «Редкие немецкие летучие листы XVI века, касающиеся России» (СПб., 1884).
Феттерлейном было написано несколько статей для «Русского биографического словаря» А. А. Половцова.
Чин действительного статского советника получил 1 января 1888 года.

## Награды
- ордена Св. Анны 1-й (1896), 2-й и 3-й степеней
- ордена Св. Владимира 2-й и 3-й степеней
- орден Св. Станислава 1-й степени (1892)

## Семья
Был женат на Ольге Мейер. Один их сын, Виктор (1865—?), был преподавателем древних языков в Рижской гимназии; другой, Эрнст  (1873—1944) стал известен как талантливый российский и британский криптограф.